# 3e cérémonie des Chlotrudis Awards
La 3e cérémonie des Chlotrudis Awards, décernés par la Chlotrudis Society for Independent Film, a eu lieu en mars 1997, et a récompensé les meilleurs films indépendants de l'année précédente.

## Palmarès

### Meilleur film
- Sling Blade – Réal. : Billy Bob Thornton
  - Beautiful Thing – Réal. : Hettie MacDonald
  - À table (Big Night) – Réal. : Stanley Tucci et Campbell Scott
  - Fargo – Réal. : Joel Coen
  - Simples Secrets (Marvin's Room) – Réal. : Jerry Zaks
  - Secrets et mensonges (Secrets & Lies) – Réal. : Mike Leigh

### Meilleur réalisateur
- Joel Coen pour Fargo
  - Danny Boyle pour Trainspotting
  - Steve Buscemi pour Trees Lounge
  - Mike Leigh pour Secrets et mensonges (Secrets & Lies)
  - Billy Bob Thornton pour Sling Blade
  - Les Wachowski pour Bound
  - Jerry Zaks pour Simples Secrets (Marvin's Room)

### Meilleur acteur
- Billy Bob Thornton pour le rôle de Karl Childers dans Sling Blade
  - Chris Cooper pour le rôle du Sheriff Sam Deeds dans Lone Star
  - Jeff Daniels pour le rôle de Thomas Alden dans L'Envolée sauvage (Fly Away Home)
  - William H. Macy pour le rôle de Jerry Lundegaard dans Fargo
  - Tony Shalhoub pour le rôle de Primo dans À table (Big Night)
  - Noah Taylor pour le rôle de David Helfgott (adolescent) dans Shine

### Meilleure actrice
- Frances McDormand pour le rôle de Marge Gunderson dans Fargo
  - Brenda Blethyn pour le rôle de Cynthia Rose Purley dans Secrets et mensonges (Secrets & Lies)
  - Linda Henry pour le rôle de Sandra Gangel dans Beautiful Thing
  - Catherine Keener pour le rôle d'Amelia dans Walking and Talking
  - Heather Matarazzo pour le rôle de Dawn Wiener dans Bienvenue dans l'âge ingrat (Welcome to the Dollhouse)
  - Lili Taylor pour le rôle de Valerie Solanas dans I Shot Andy Warhol
  - Emily Watson pour le rôle de Bess McNeill dans Breaking the Waves

### Meilleur acteur dans un second rôle
- Leonardo DiCaprio pour le rôle de Hank dans Simples Secrets (Marvin's Room)
  - Naveen Andrews pour le rôle de Kip dans Le Patient anglais (The English Patient)
  - Lucas Black pour le rôle de Frank Wheatley dans Sling Blade
  - Kevin Corrigan pour le rôle de Bill dans Walking and Talking
  - Martin Donovan pour le rôle de Ralph Touchett dans Portrait de femme (The Portrait of a Lady)
  - Jeremy Northam pour le rôle de Mr. George Knightley dans Emma, l'entremetteuse (Emma)
  - John Ritter pour le rôle de Vaughan Cunningham dans Sling Blade
  - John Turturro pour le rôle de Joel Milner dans Grace of My Heart

### Meilleure actrice dans un second rôle
(ex æquo)
- Juliette Binoche pour le rôle de Hana dans Le Patient anglais (The English Patient)
- Mary Tyler Moore pour le rôle de Pearl Coplin dans Flirter avec les embrouilles (Flirting with Disaster)
  - Barbara Hershey pour le rôle de Madame Serena Merle dans Portrait de femme (The Portrait of a Lady)
  - Allison Janney pour le rôle d'Ann dans À table (Big Night)
  - Marianne Jean-Baptiste pour le rôle de Hortense Cumberbatch dans Secrets et mensonges (Secrets & Lies)
  - Kristin Scott Thomas pour le rôle de Matty Crompton dans Des anges et des insectes (Angels & Insects)
  - Meryl Streep pour le rôle de Lee dans Simples Secrets (Marvin's Room)